# Alberto Fermín Zubiría
Alberto Fermín Zubiría Urtiague (Montevideo, 9 de octubre de 1901 - Montevideo, 4 de octubre de 1971) fue un abogado y político uruguayo perteneciente al Partido Colorado que se desempeñó como presidente del Consejo Nacional de Gobierno entre 1956 y 1957.

## Biografía
En 1926 se graduó de abogado de la Facultad de Derecho en la Universidad de la República. Comenzando su carrera política en 1920 y actuó en la Asamblea Representativa entre 1923 y 1925. 
En 1932 ingresó a la Cámara de Diputados hasta la disolución de las Cámaras, decretado por el golpe de Estado de 1933.
Se manifestó ferviente opositor a Gabriel Terra, defendiendo a militares fieles a las instituciones y promoviendo varios recursos de hábeas corpus. Tal conducta lo llevó al destierro en 1935.
En 1943 volvió al parlamento, pero fue designado ministro de Industria y Trabajo por el presidente Tomás Berreta. En 1948 ocupó el Ministerio del Interior hasta 1950, cuando pasó al Banco de la República Oriental del Uruguay.
En las elecciones generales de 1954 fue elegido para ocupar un lugar en el Consejo Nacional de Gobierno, siendo presidente de éste en 1956 y desempeñándose en el Consejo hasta 1959.
En 1966 fue elegido a ocupar un escaño en la Cámara de Senadores, cargo que no llegó a desempeñar en virtud de su renuncia. 
| Predecesor: Luis Batlle Berres | Presidente del Consejo Nacional de Gobierno 1956-1957 | Sucesor: Arturo Lezama |